# Mercedes-Benz Stadium
Mercedes-Benz Stadium – stadion piłkarski i futbolowy w Atlancie w Stanach Zjednoczonych. Mecze na tym obiekcie rozgrywają klub piłkarski Atlanta United FC i drużyna futbolu amerykańskiego Atlanta Falcons. 

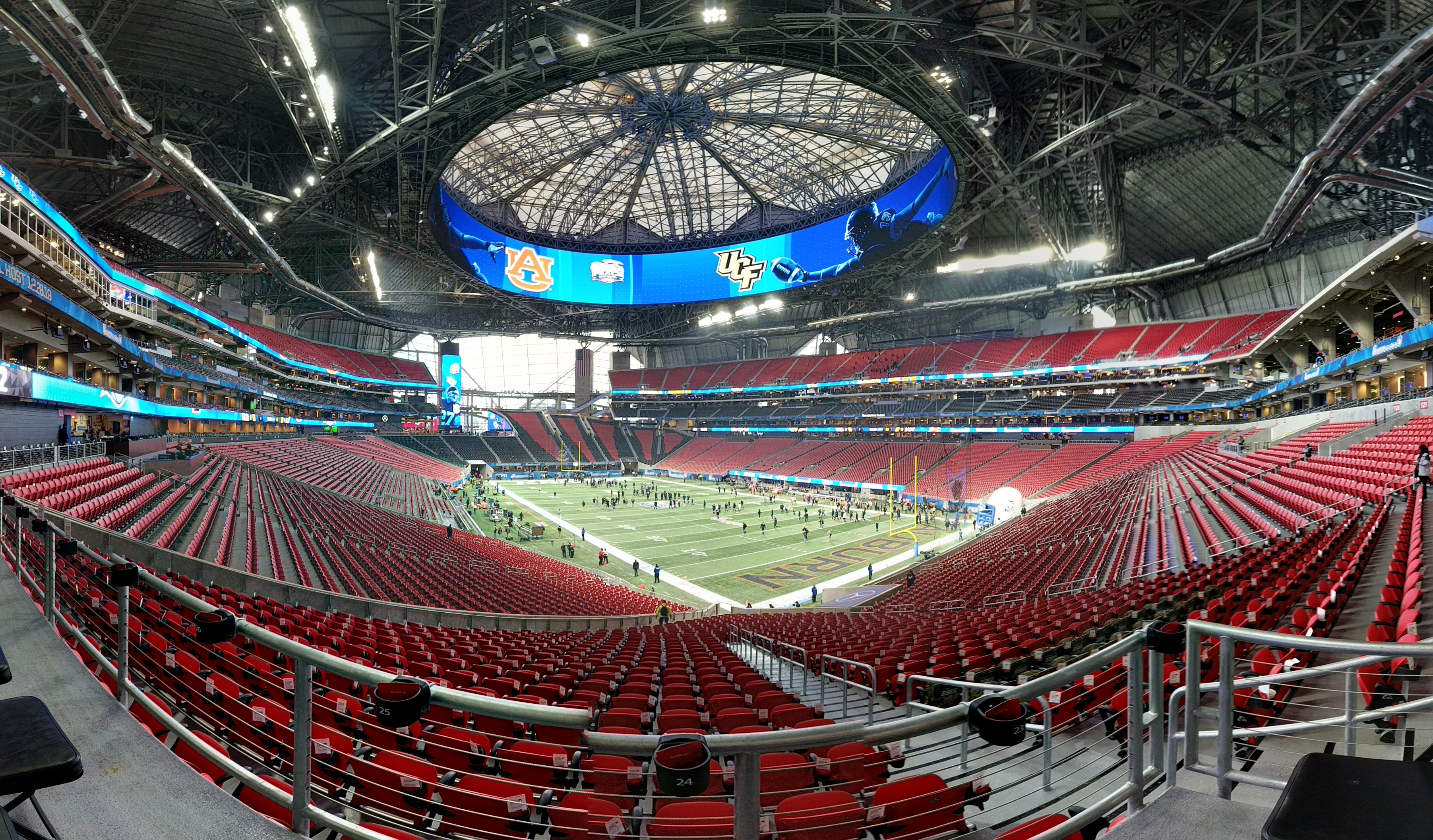
wnętrze stadionu

Stadion jest jedną z aren na których będą rozgrywane mecze Mistrzostw Świata w Piłce Nożnej 2026. Pojemność stadionu wynosi 71 000, a koszt realizacji budowy stadionu wyniósł 1,6 mld $.

## Architektura
Kopuła na planie ośmiokąta jest jedną z niewielu tego typu konstrukcji na świecie. Do jej zbudowania wykorzystano 27,5 tys. ton stali. Stadion jest wyposażony w dach, który zasuwa się w ciągu 12 minut.

## Pojemność
Stadion mieści standardowo 71 000 ludzi, lecz to zależy od tego, jakiej dyscypliny mecz jest rozgrywany. Jest to o 3 000 siedzeń mniej niż jego poprzednik, Georgia Dome.

## Położenie
Stadion mieści się przy ulicy 1 AMB Drive NW w Atlancie. Znajduje się on:
- 320 metrów od stacji kolejowej
- 200 metrów od przystanku autobusowego
- 13 km od lotniska[3]